# Antym (Kukuridis)
Antym, imię świeckie Christos Kukuridis (ur. 2 stycznia 1962 w Aleksandropolis) – grecki duchowny prawosławny, od 2004 metropolita Aleksandropolis.

## Życiorys
Święcenia prezbiteratu przyjął w 1989 r. 9 października 2004 otrzymał chirotonię biskupią.
W czerwcu 2016 r. uczestniczył w Soborze Wszechprawosławnym na Krecie.